# Pey (Francia)
 Pey  (en occitano Pei) es una población y comuna francesa, situada en la región de Aquitania, departamento de Landas, en el distrito de Dax y cantón de Peyrehorade.

## Demografía
| 607 | 609 | 575 | 563 | 564 | 544 |
| Para los censos de 1962 a 1999 la población legal corresponde a la población sin duplicidades (Fuente: INSEE [Consultar]) |     |     |     |     |     |